# 비밀경찰
비밀경찰(祕密警察, 영어: secret police, political police)은 비밀로 조직한 정치 사찰 기구이다. 일반적으로, 스탈린 치하의 소련이나, 나치 독일과 같은 전체주의 국가나, 독재정에서 국민의 생활을 감시하기 위해 조직된 경우가 많다.
유의어로 사상경찰(思想警察)은 국가체제에 반대하거나 비판을 가하는 사상의 단속·탑압을 목적으로 하는 경찰이다. 이것은 필연적으로 반체제적 정치운동 그 자체의 탄압을 포함하며 따라서 광의의 정치경찰의 일부를 이룬다. 또한 정신적 자유나 개인의 사상 표현의 자유의 철저한 박탈의 의미한다. 예전에는 종교재판이나 분서가 그 기능을 수행했다. 사상경찰은 이른바 경찰국가체제의 지주이다.

## 대표적인 비밀경찰
- 국가보안부(슈타지) (동독)
- 국가보안위원회 (소비에트 연방)
- 국가안전보위부 (조선민주주의인민공화국)
- 게슈타포 (나치 독일)
- 특별고등경찰 (일본 제국)
- 세쿠리타테 (루마니아 사회주의 공화국)
- 체카 (소련)
- 이슬람 혁명 수호대 (이란)
- 국가안전부 (중화인민공화국)

## 같이 보기
- 공안위원회 (프랑스 혁명)
- 죽음의 부대
- 게슈타포
- 대중감시
- 매카시즘
- 내무인민위원부
- 경찰국가